# Conseil national (Grèce)
Le Conseil national, en grec moderne : Εθνικό Συμβούλιο / Ethnikó Symvoúlio, est une assemblée législative convoquée pendant l'occupation de la Grèce par l'Axe, en mai 1944, à la suite d'élections organisées par le Front de libération nationale (EAM). Entre 1,5 et 1,8 million de Grecs ont voté lors de ces élections, qui ont également été les premières élections auxquelles les femmes grecques ont été autorisées à voter. Les quelque 208 membres du Conseil se sont réunis dans le village de Koryschádes, en Grèce-Centrale, sa première session ayant duré du 14 au 27 mai. Après la Conférence du Liban et la mise en place d'un gouvernement d'union nationale, composé de l'EAM et du gouvernement grec en exil, son rôle a diminué et, peu après la libération de la Grèce, le 5 novembre, il a été dissous.

## Contexte
À la fin de l'année 1943, le Front de libération nationale (EAM), soutenu par le Parti communiste de Grèce, et son bras armé, l'Armée populaire de libération nationale (ELAS), s'impose comme la faction de loin la plus puissante du mouvement de résistance grec : L'ELAS compte à elle seule quelque 50 000 membres, tandis que l'EAM et ses divers mouvements subsidiaires regroupent plus de 500 000 personnes sur les sept millions d'habitants que compte la Grèce.
Dans les zones libérées sous son contrôle, dans l'intérieur montagneux du pays, ainsi que dans les zones occupées et les principaux centres urbains, l'EAM établit sa propre administration, dont le point culminant est le Comité central de l'EAM, composé de 25 personnes. Comme le pouvoir de l'EAM s'accroit et que sa concurrence avec le gouvernement grec en exil au Caire, soutenu par les Britanniques, s'accentue, l'EAM décide, au début de 1944, de mettre en place un gouvernement parallèle à part entière, le Comité politique de libération nationale (PEEA), pour administrer les zones libérées - une Grèce Libre comprenant environ la moitié de la superficie du pays et 2,5 millions de personnes - et pour faire pression sur le gouvernement en exil afin qu'il se réforme en un gouvernement d'union nationale, avec la participation des ministres de l'EAM,,.

## Élections du Conseil national

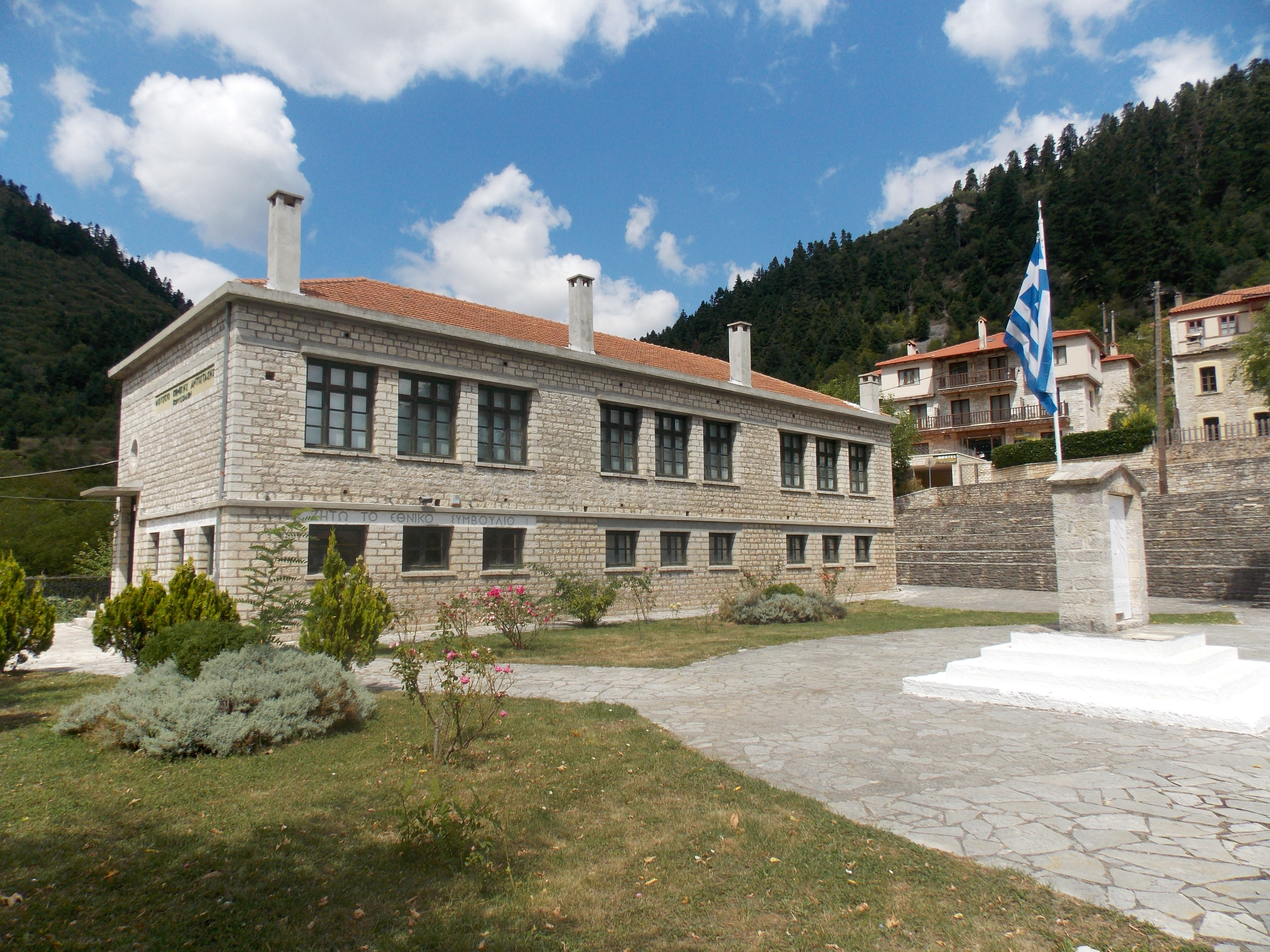
L'ancienne école primaire et l'actuel musée de la Résistance nationale à Koryschádes, où s'est tenu le Conseil national secret, en mai 1944 en Grèce.

Pour légitimer ce mouvement, l'EAM organise, fin avril, des élections dans toute la Grèce,. Le décret de la PEEA sur l'organisation des élections prévoit deux modes de scrutin, l'un avec l'élection directe des conseillers nationaux, l'autre indirect par le biais d'électeurs représentant des localités ainsi que des groupements professionnels ou autres. Il est laissé aux différentes régions le soin de décider de la méthode à appliquer.
Il s'agit des premières élections grecques où les femmes sont autorisées à voter et où l'âge limite du droit de vote est abaissé à 18 ans,.
Comme les élections doivent se dérouler dans le secret des zones occupées, aucun registre électoral n'est tenu, mais on estime qu'entre 1,5 et 1,8 million de personnes ont voté,. À titre de comparaison, lors des élections de janvier 1936, les dernières organisées en Grèce avant la guerre (et l'imposition du régime autoritaire de Metaxas), seules 1 278 085 personnes (tous des hommes) avaient voté. La Macédoine orientale et la Thrace occidentale, qui sont sous occupation bulgare, ainsi que la plupart des îles, à l'exception d'Eubée et de Leucade, ne participent pas  à l'élection, en raison du régime d'occupation beaucoup plus répressif dans la première et du retard de l'ordre PEEA dans la seconde. George Couvaras, un agent grec-américain de l'OSS présent dans la Grèce Libre à l'époque, rapporte que « l'élection a été assez équitable », et qu'elle a démontré l'ascendant de l'EAM sur l'ancien système politique d'avant-guerre ainsi que le rejet généralisé de la monarchie au sein de la population.
Le nombre exact de conseillers est incertain, mais la meilleure estimation est d'au moins 208. Parmi eux se trouvent 24 (la plupart des sources mentionnent à tort 22) membres du Parlement de la dernière assemblée d'avant-guerre de 1936, qui ont été invités à participer au Conseil national dans un geste destiné à souligner l'autoportrait de la PEEA en tant que successeur légitime du gouvernement démocratique d'avant-guerre (et d'avant le régime de Metaxas),. Les conseillers élus représentent un large éventail de la société grecque : 2 évêques et 2 prêtres, 5 professeurs d'université, 8 généraux et 6 officiers subalternes, 20 fonctionnaires, 5 industriels, 15 docteurs en médecine, 25 avocats, 22 ouvriers, 23 agriculteurs, 10 journalistes, 10 scientifiques, 9 professeurs de lycée, etc,. Parmi eux, pour la première fois dans l'histoire de la Grèce, se trouvent cinq femmes.

## Travaux du Conseil et dissolution
Le Conseil s'est réuni pour la première fois le 14 mai 1944 dans le village de Koryschádes, dans les montagnes d'Eurytanie. Après une bénédiction du métropolite de Kozani et de Sérvia (en), Joachim (el), les conseillers nationaux ont prêté leur serment :

« Je jure de remplir fidèlement mes fonctions, en tant que membre du Conseil national, guidé par l'intérêt de la Patrie et du peuple grec. De lutter avec abnégation pour la libération de la patrie du joug des conquérants, de défendre partout et toujours les libertés du peuple et d'être l'assistant et le guide du peuple dans sa lutte pour sa liberté et ses droits souverains. »

Le Conseil siège dans sa première et unique session du 14 au 27 mai 1944. Le vieux général libéral Neókosmos Grigoriádis (el) est élu président, avec le métropolite Joachim comme vice-président. Après avoir envoyé des salutations officielles aux gouvernements alliés, y compris la Yougoslavie et la Chine, l'assemblée entend un certain nombre de rapports des ministres du PEEA sur la situation militaire, sur la « justice populaire », sur la réforme de l'agriculture et de l'éducation, sur les finances et les droits du travail, etc. Lors de sa dernière session, le Conseil adopte une Charte de la Grèce Libre.
La charte définit également le rôle du Conseil : si, d'une part, il s'engage à lutter jusqu'au bout pour la libération des Allemands et la « restauration de l'unité nationale et de la souveraineté populaire ». Elle déclare également que le Conseil peut être dissous avant la libération si ses propres membres le proposent - ce qui implique clairement que l'EAM est prêt à dissoudre son parlement rival s'il est admis au sein du gouvernement royal grec en exil,.
Cette question déclenche une série de mutineries dans les Forces armées grecques au Moyen-Orient, qui sont réprimées par les Britanniques et les officiers grecs loyalistes. Finalement, lors de la Conférence du Liban, l'EAM doit accepter une participation réduite à un cabinet d'unité nationale dirigé par Geórgios Papandréou. Avec le retrait des Allemands et l'établissement du gouvernement Papandréou, à Athènes, en octobre, le Conseil se dissout le 5 novembre 1944.